# Классная квалификация военного лётчика
Классная квалификация лётного состава военной авиации — система квалификации лётного состава в военной (государственной) авиации Вооружённых Сил Советского союза и России, являющаяся показателем, характеризующим его профессиональный уровень подготовки, в соответствии с уровнем знаний и практических навыков, умением выполнять определённый объём функциональных обязанностей в заданные нормативы времени и с высоким качеством.
Военные лётчики международных военных формирований также имеют ранги полёта которые обозначают время полёта за всё время службы.

## Уровни квалификации
Классная квалификация лётного состава военной авиации (государственная авиация, в нынешнем трактовании документов, регламентирующих лётную работу), в порядке возрастания:
- Военный лётчик 3-го класса;
- Военный лётчик 2-го класса;
- Военный лётчик 1-го класса;
- Военный лётчик-снайпер.

Военный лётчик 3-го класса — лётчик, имеющий установленный нормами определённый налёт на всех типах самолетов (вертолетов) и подготовленный к ведению боевых действий по основному предназначению рода авиации днём в простых метеорологических условиях. Классная квалификация присваивается приказом Командующего Воздушной Армии (ВВС округа).
Военный лётчик 2-го класса — лётчик, имеющий установленный нормами определённый налёт на всех типах самолётов (вертолётов) и подготовленный к ведению боевых действий по основному предназначению рода авиации днём в сложных метеорологических условиях и ночью в простых метеорологических условиях в объёме курса боевой подготовки. Классная квалификация присваивается приказом Главнокомандующего Военно-Воздушными силами.
Военный лётчик 1-го класса — лётчик, имеющий установленный нормами определённый налёт на всех типах самолётов (вертолётов) и подготовленный к ведению боевых действий по основному предназначению рода авиации днём и ночью в сложных метеорологических условиях при минимуме погоды в полном объёме курса боевой подготовки. Классная квалификация присваивается приказом Министра обороны. 
Военный лётчик-снайпер — военный лётчик 1-го класса, имеющий повышенный налёт на всех типах самолётов (вертолётов) и выполнивший определённое количество полетов на боевое применение подряд с оценкой «отлично». Классная квалификация присваивается приказом Министра обороны.
Для военных лётчиков-инструкторов установлена классная квалификация: Военный лётчик-инструктор 3-го класса, Военный лётчик-инструктор 2-го класса, Военный лётчик-инструктор 1-го класса.

## История возникновения классной квалификации в авиации

#### 1936 год
История возникновения знаков классной квалификации начинается именно с Приказа НКО СССР, которым было введено «Положение о классных разведчиках-наблюдателях в коннице РККА». Первый знак классной квалификации был размером 22 на 21 мм и представлял собой крепящийся на петлицы знак в виде бинокля и перекрещенных шашки и циркуля. Первым право ношения металлического знака разведчика-наблюдателя конницы 1-го класса было присвоено начальнику Кавалерийских курсов усовершенствования командного состава конницы РККА комдиву В. И. Микулину

#### 1949 год
Приказом Министра Вооруженных сил СССР от 24 февраля 1949 года утверждены нагрудные знаки лётчика, штурмана и специалиста ИАС, не имеющих классной квалификации. В таком виде знаки просуществовали до 1960 года.

#### 1950 год
Совет Министров СССР по ходатайству Главнокомандующего ВВС СССР генерал-полковника авиации П. Ф. Жигарева принял постановление о классной квалификации лётного состава и о льготах и наградах за полёты в сложных условиях, которое было введено в действие приказом Военного Министра СССР № 085 от 08 мая 1950 г. Постановлением предусматривались три степени классности — от третьей (низшей) до первой (высшей), которые определялись уровнем знаний и практических навыков, умением выполнять определённый объём функциональных обязанностей в заданные нормативы времени и с высоким качеством. Утверждённые Постановлением знаки классной квалификации просуществовали до 1959 г.
В числе первых сдавших экзамены на 1-й класс Герой Советского Союза генерал-лейтенант авиации В. Г. Грачёв и командующий истребительной авиацией ПВО Герой Советского Союза генерал-полковник авиации Е. Я. Савицкий (впоследствии Маршал авиации). Удостоверение «Военного летчика первого класса» за № 1 получил Е. Я. Савицкий.

#### 1959 год
Приказ Министра обороны СССР от 01 июля 1959 года утвердил новые образцы знаков «Лётчик 1 и 2 класса». Знак «Лётчик 3 класса» остался прежним.

#### 1961 год
Приказ Министра обороны СССР № 0085 от 10 августа 1961 года ввёл в действие Положение о классной квалификации для всего командного состава Вооружённых Сил СССР, а к нему и знака классной квалификации единого образца. Приказ упразднил все предшествовавшие знаки классной квалификации, за исключением знаков классных специалистов сержантского и рядового состава. Устанавливалось четыре степени классных специалистов для офицеров, генералов и адмиралов всех родов войск: специалист-мастер, специалист 1-го, 2-го и 3-го класса. Выдача производилась за отдельную плату.
Нововведение среди лётного состава вызвало резкое неприятие. Под любым предлогом лётный состав оставлял на форменной одежде знаки классной квалификации образца 1950 (1959) года.

#### 1966 год
Уставлены новые нагрудные знаки классной квалификации лётного состава ВС СССР, внесены изменения в приказ от 10.08.61 г. в части установления новых нагрудных знаков. За основу были взяты знаки образца 1950 года. Выдавались также за плату.

#### 1971 год
В сентябре 1971 году по представлению первого заместителя командующего авиацией Московского военного округа трижды Героя Советского Союза генерал-полковника авиации И. Н. Кожедуба было утверждено Постановление Правительства СССР о создании высшей категории классности «Лётчик-снайпер». Данная категория присуждалась Военным летчикам 1-го класса — воздушным асам, которые в совершенстве владеют тактикой боя, имеют отличные навыки техники пилотирования и самолетовождения, знают авиационную технику, сдали квалификационные экзамены (теоретические и практические). К представлению на квалификацию «Лётчик-снайпер» допускались лётчики 1-го класса, которые:
- имеют налет не менее 1500 часов;
- подтвердили ежегодно в течение трех последних лет свою квалификацию «Военного лётчика 1-го класса»;
- имеют средний балл за боевое применение за последний год не ниже 4,96;
- имеют отличные знания по итогам сдачи теоретических дисциплин;
- не имеют ни одной поломки, аварии, повреждений авиационной техники за последний год.

Присвоение классной квалификации «Лётчик-снайпер» давало право на повышение звания на одну ступень, но не выше звания полковника, а также на надбавку к окладу в установленном размере.

#### 1972 год
Приказом Министра Обороны 04 апреля 1972 года утверждён нагрудный знак «Лётчик-снайпер».

#### 1976 год
Начало выпуска нагрудных знаков «Лётчик-снайпер». Был изменён рисунок знака.

#### 1980 год
30 июня 1980 года для лётчиков без класса были установлены нагрудные знаки военного лётчика без класса. Знаки вручались выпускникам Высших военных авиационных училищ лётчиков.

#### 1995 год (Россия)
После распада СССР были разработаны новые нагрудные знаки образца 1995 года.

## Требования по налёту
- Военный лётчик 3-го класса — не менее 300 часов налёта на всех типах самолетов (вертолётов)
- Военный лётчик 2-го класса — не менее 400 часов налёта на всех типах самолетов (вертолётов)
- Военный лётчик 1-го класса — не менее 500 часов налёта на всех типах самолетов (вертолётов)
- Военный лётчик-снайпер — не менее 1500 часов налёта на всех типах самолетов (вертолётов)

## Установленные минимумы погоды

### Днём в СМУ
Нижняя граница облаков — 600 м, видимость — 6 км

Нижняя граница облаков — 500 м, видимость — 5 км

Нижняя граница облаков — 400 м, видимость — 4 км

Нижняя граница облаков — 300 м, видимость — 3 км

Нижняя граница облаков — 200 м, видимость — 2 км

Нижняя граница облаков — 150 м, видимость — 1,5 км

Нижняя граница облаков — 100 м, видимость — 1,0 км

Нижняя граница облаков — 080 м, видимость — 0,8 км

Нижняя граница облаков — 060 м, видимость — 0,6 км

### Ночью в СМУ
Нижняя граница облаков — 600 м, видимость — 6,0 км

Нижняя граница облаков — 500 м, видимость — 5,0 км

Нижняя граница облаков — 400 м, видимость — 4,0 км

Нижняя граница облаков — 350 м, видимость — 3,5 км

Нижняя граница облаков — 300 м, видимость — 3,0 км

Нижняя граница облаков — 250 м, видимость — 2,5 км

Нижняя граница облаков — 200 м, видимость — 2,0 км

Нижняя граница облаков — 150 м, видимость — 1,5 км

Нижняя граница облаков — 100 м, видимость — 1,0 км

Нижняя граница облаков — 080 м, видимость — 0,8 км

## Изменения в классификации лётного состава
С 2000 года в России принята уточненная классификация лётного состава государственной авиации в соответствии с Положением об определении квалификации лётного состава государственной авиации.
- лётчик (штурман) третьего класса;
- лётчик (штурман) второго класса;
- лётчик (штурман) первого класса;
- лётчик (штурман)-снайпер.

Для инструкторского лётного состава центров подготовки лётного состава (училищ):
- лётчик (штурман)-инструктор третьего класса;
- лётчик (штурман)-инструктор второго класса;
- лётчик (штурман)-инструктор первого класса.

Для лётно-подъемного состава:
- бортовой специалист третьего класса;
- бортовой специалист второго класса;
- бортовой специалист первого класса;
- бортовой специалист-мастер.

При присвоении квалификационных категорий лётному составу выдаются квалификационные свидетельства (вносятся изменения в квалификационные свидетельства) и нагрудные знаки классности установленного образца.